# Midland (Michigan)
Midland is een plaats (city) in de Amerikaanse staat Michigan, en valt bestuurlijk gezien onder Bay County en Midland County.

## Demografie
Bij de volkstelling in 2000 werd het aantal inwoners vastgesteld op 41.685.
In 2006 is het aantal inwoners door het United States Census Bureau geschat op 41.551, een daling van 134 (-0.3%).

## Geografie
Volgens het United States Census Bureau beslaat de plaats een oppervlakte van
90,5 km², waarvan 86,0 km² land en 4,5 km² water.

## Plaatsen in de nabije omgeving
De onderstaande figuur toont nabijgelegen plaatsen in een straal van 28 km rond Midland.